# Psychoda novaezealandica
Psychoda novaezealandica är en tvåvingeart som beskrevs av Satchell 1950. Psychoda novaezealandica ingår i släktet Psychoda och familjen fjärilsmyggor. Inga underarter finns listade i Catalogue of Life.